# Инвазија
Инвазија (енгл. Invasion) у војној терминологији означава упад и продор оружаних снага једне или више држава на територију друге (зараћене, неутралне) земље.

## Дефиниција
У војној литератури после Другог светског рата, термин добија и нешто шире тумачење: неки војни писци и теоретичари користе га као синоним за најезду и агресију, па и за сваки продор оружаних снага једне земље у другу (нпр. инвазија Савезника у Италију и Нормандију у Другом светском рату).
Изводи се, обично, на широком фронту (дуж целе или већег дела граничне територије), јаким војним групацијама и, по правилу, представља акт агресије. С обзиром на амбијент где и како се изводи, може бити копнена, поморска (прекоморска) и и комбинована, уз учешће свих видова и родова, и различитог интензитета на појединим правцима и рејонима.

### Кроз историју
У историји ратова инвазијом су називани многи походи и ратна дејства, и то у првом реду они у којима је војска једне државе продирала на туђу територију ради освајања и пљачке. Инвазија је, у ствари, била синоним за најезду, и то значење је задржала и касније: инвазија Монгола, Хуна, Арапа, Турака, Нормана, крсташа, итд. У том смислу, термини инвазија, најезда и агресија често се користе у сличном, или истоветном, значењу.
Археолошки докази указују на то да су инвазије биле честе од праисторије. У антици, пре радио комуникација и брзог транспорта, једини начин да војска обезбеди адекватна појачања био је да помера армије као једну масивну снагу. То је, по својој природи, довело до стратегије инвазије. Са инвазијом је уследила културна размена у влади, религији, филозофији и технологији која је обликовала развој већег дела древног света.

## Одбране
Државе са потенцијално непријатељским суседима обично усвајају одбрамбене мере како би одложиле или спречиле инвазију. Поред коришћења географских баријера као што су реке, мочваре или неравни терен, ове мере су историјски укључивале утврђења. Таква одбрана може имати за циљ да активно спречи инвазионе снаге да уђу у земљу помоћу проширене и добро брањене баријере; Велики кинески зид, Хадријанов зид и Даневерк су познати примери. Такве баријере су такође укључивале линије ровова и, у модернијим временима, минска поља, камере и сензоре осетљиве на покрет. Међутим, ове баријере могу захтевати велику војну снагу за одбрану, као и за одржавање опреме и положаја, што може представљати велики економски терет за земљу. Неке од истих техника се такође могу окренути против бранилаца, да буду кориштене да се спрече да побегну или да се опскрбе. Током операције Глад, савезничке снаге су користиле бачене мине да озбиљно поремете јапанске логистичке операције унутар својих граница.
Алтернативно, утврђења се могу изградити на низу локација, као што су замкови или утврде постављене у близини границе. Ове структуре су дизајниране да одложе инвазију довољно дуго да нација која се брани може мобилисати војску довољне величине за одбрану или, у неким случајевима, за контраинвазију – као што је, на пример, Мажино линија. Утврде се могу поставити тако да гарнизони могу да зауставе линије снабдевања освајача. Теорија која стоји иза ових размакнутих утврђења је да освајач не може себи приуштити да заобиђе ову одбрану, па мора да врши опсаду структуре.
У посебно великим нацијама, одбрамбене снаге се такође могу повући да би олакшале контранапад тако што ће освајаче повући дубље у непријатељску територију. Један ефекат ове тактике је да се инвазијска сила превише рашири, што отежава снабдевање и чини линије подложнијим нападима. Ова тактика, иако скупа, помогла је Совјетима да зауставе немачко напредовање код Стаљинграда. То такође може проузроковати да се инвазиона сила предалеко прошири, дозвољавајући покрету клешта да их одсече од појачања. Ово је био узрок британског пораза у бици код Каупенса током Америчког рата за независност. Коначно, слање превише појачања може оставити премало бранилаца на територији нападача, омогућавајући контраинвазију из других области, као што се догодило у Другом пунском рату.

## Подршка

### Логистика
Без сталног протока залиха, инвазијска сила ће се ускоро наћи у повлачењу. Пре своје инвазије на Грчку, Ксеркс I је провео три године скупљајући залихе из целе Азије; Херодот је писао да је персијска војска била толико велика да је „пресушила реке“.
У већини инвазија, чак и у модерним временима, многе свеже залихе се прикупљају са самих инвазијских територија. Пре закона рата, освајачи су се често у великој мери ослањали на залихе које би стекли освајањем градова на путу. Током Другог пунског рата, на пример, Ханибал је преусмерио своју војску да освоји градове само да би прикупио залихе; његова стратегија у преласку Алпа захтевала је путовање са што мање намирница, очекујући да их римске залихе издржавају када пробију границу. Тактика спаљене земље коришћена у Русији приморала је Наполеона да повуче своје снаге због недостатка хране и склоништа. Данас, Закон о копненом ратовању забрањује пљачку и конфискацију приватне имовине, али локалне залихе, посебно кварљиве, и даље се купују када је то могуће за употребу од стране окупационих снага, а авиони често користе падобране за испоруку залиха опкољеним снагама. Чак и како правила постају строжа, ратне потребе постају све бројније; поред хране, склоништа и муниције, данашњој војсци је потребно гориво, батерије, резервни механички делови, електронска опрема и многе друге ствари. У Сједињеним Државама, Агенција за одбрамбену логистику запошљава преко 22.000 цивила са јединим задатком логистичке подршке, а 30.000 војника сваке године заврши Колеџ за управљање логистиком војске САД.

## Деловање недржавних бораца
У 20. и 21. веку, појавила су се питања у вези са ефикасношћу стратегије инвазије у неутралисању недржавних бораца, врсте ратовања која се понекад назива „ратовање четврте генерације“. У овом случају, једну или више борбених група не контролише централизована државна влада, већ независно руководство, а ове групе могу бити састављене од цивила, страних агената, плаћеника, политичара, верских вођа и припадника редовне војске. Ове групе делују у мањем броју, нису затворене границама и не зависе нужно од директне подршке државе. Групе попут ових није лако поразити директном инвазијом, те чак ни сталном окупацијом; регуларна војска земље може бити поражена, влада може бити смењена, али асиметрично ратовање ових група може бити настављено у недоглед. Пошто јединице редовних оружаних снага немају флексибилност и независност малих тајних ћелија, многи сматрају да концепт моћне окупаторске силе заправо ствара недостатак.
Супротстављена теорија сматра да, као одговор на екстремистичку идеологију и неправедне владе, инвазија може променити владу и преобразити људе, чинећи продужени отпор мало вероватним и спречавајући будуће насиље. Ова теорија признаје да ове промене могу потрајати – у неким случајевима генерацијама – али сматра да се непосредне користи и даље могу добити смањењем чланства и гушењем линија снабдевања ових тајних ћелија. Заговорници стратегије инвазије у оваквим сукобима остају у уверењу да јака окупаторска сила и даље може да оствари своје циљеве на тактичком нивоу, надовезујући се на бројне мале победе, сличне рату исцрпљивања.
Савремена дебата о овом питању је још увек свежа; ниједна страна не може тврдити да зна са сигурношћу које стратегије ће на крају бити ефикасне у победи недржавних бораца. Противници стратегије инвазије указују на недостатак примера у којима су окупационе или мировне снаге имале убедљив успех. Они такође наводе континуиране сукобе попут Северне Ирске, Израела, Чеченије и Ирака, као и примере за које тврде да су се на крају показали као неуспеси, као што су Либан и Авганистан. Присталице стратегије инвазије сматрају да је прерано да се те ситуације називају неуспехом и да је потребно стрпљење да би се план реализовао. Неки кажу да су саме инвазије, заправо, биле успешне, али да политички противници и међународни медији искривљују чињенице ради сензационализма или политичке добити.